# Saint-Viance
Saint-Viance är en kommun i departementet Corrèze i regionen Nouvelle-Aquitaine i de centrala delarna av Frankrike. Kommunen ligger  i kantonen Donzenac som tillhör arrondissementet Brive-la-Gaillarde. År 2022 hade Saint-Viance 1 888 invånare.

## Befolkningsutveckling
Antalet invånare i kommunen Saint-Viance
Referens:INSEE